# ماهر أبو سرور
ماهر محمد أبو سرور قائد عسكري فلسطيني(1971-1993)، وشهيد، من مخيم عايدة في بيت لحم، قائد ميداني في كتائب الشهيد عز الدين القسام الجناح العسكري لحركة حماس.